# Yeo Bum-kyu
Dans ce nom coréen, le nom de famille, Yeo, précède le nom personnel.
Yeo Bum-kyu (coréen : 여범규) (né le 24 juin 1962 en Corée du Sud) est un footballeur international sud-coréen, qui évoluait au poste de milieu de terrain, avant de devenir entraîneur.

## Biographie

### Carrière de joueur

#### Carrière en sélection
Avec l'équipe de Corée du Sud, il joue 9 matchs (pour aucun inscrit) entre 1987 et 1988. Il figure notamment dans le groupe des sélectionnés lors de la coupe d'Asie des nations de 1988.
Il participe également aux JO de 1988. Lors du tournoi olympique, il joue un match contre l'Argentine et un autre contre l'URSS.

## Palmarès
| Daewoo Royals - Championnat de Corée du Sud (2) : - Champion : 1987 et 1991. - Vice-champion : 1990. - Ligue des champions de l'AFC (1) : - Vainqueur : 1986. |  | Corée du Sud - Coupe d'Asie des nations : - Finaliste : 1988. |